# 像素長寬比

像素寬高比（pixel aspect ratio, PAR）是描述數位影像的像素中，寬和高之間的比率。
大多數的數位成像系統，會將影像顯示為很多微小的正方型像素格。但部分成像系統，尤其是必須與標準畫質電視相容者，會將影像顯示為長方形的像素格。像素格的寬和高不一定等長，因此就用像素寬高比來描述之。
像素寬高比通常會用於描述標準畫質電視相關的影像，除了少數特例以外。大多數的成像系統，包括遵守電影電視工程師協會標準和實務的系統，皆是使用正方像素。

## 外部連結
- The Pixel Aspect Ratio Acid Test （页面存档备份，存于）